# ماتيوس غاليانو مايو
ماتيوس غاليانو مايو (30 يوليو 1991 بريشون لتسيون في إسرائيل - ) هو لاعب كرة قدم إسرائيلي في مركز الدفاع. لعب مع نادي هبوعيل إيروني كريات شمونة ونادي هبوعيل تل أبيب وهبوعيل بتاح تكفا ‏ وHapoel Rishon LeZion F.C. ‏ وسقصيا نيس زيونا ‏.

## وصلات خارجية
- ماتيوس غاليانو مايو على موقع قاعدة بيانات كرة القدم.إي يو (الإنجليزية)